# شارب القط السفوي
شارب القط السفوي 
أو شاي جاوا (الاسم العلمي: Orthosiphon aristatus) هو نوع من النباتات يتبع جنس شارب القط من الفصيلة الشفوية. وهو من النباتات الطبية.

## الوصف النباتي
هو نبات معمر يصل بارتفاعه حتى 60 سم يحمل أزهار طويلة لها سنيبلات طويلة في جوانبها تتراوح من سبع إلى عشرين سنتيمتر طولا وتزهر من الصيف إلى الخريف. لون الأزهار أبيض التي تقع على سويقات طويلة تشبه شوارب القط ومن هما جاءت التسمية الشائعة.
للنبات جاذبية كبرى للحيوانات البرية ويتميز بقاومته الكبيرة لأشعة الشمس التي مهما اشتدت يقاومها ولايصيبه الجفاف وهذا ما يعطيه أهمية إضافية. يتواجد نبات شارب القط في الطبيعة بأحد لونين، الأبيض أو الأرجواني.

## البيئة والانتشار
يكثر نبات شارب القط في المناطق المدارية في شرق آسيا مثل إندونيسيا، وماليزيا، وغيرها من دول شرق آسيا.

## الأسماء العلمية المرادفة
- (باللاتينية: Orthosiphon aristatus var. aristatus)
- (باللاتينية: Clerodendranthus spicatus (Thunb.) C.Y.Wu)
- (باللاتينية: Clerodendranthus stamineus (Benth.) Kudô)
- (باللاتينية: Clerodendrum spicatum Thunb)
- (باللاتينية: Orthosiphon spiralis (Lour.) Merr)
- (باللاتينية: Orthosiphon stamineus Benth)
- (باللاتينية: Orthosiphon tagawae Murata)
- (باللاتينية: Trichostema spirale Lour)
- (باللاتينية: Ocimum aristatum Blume (basionym))

## معرض صور

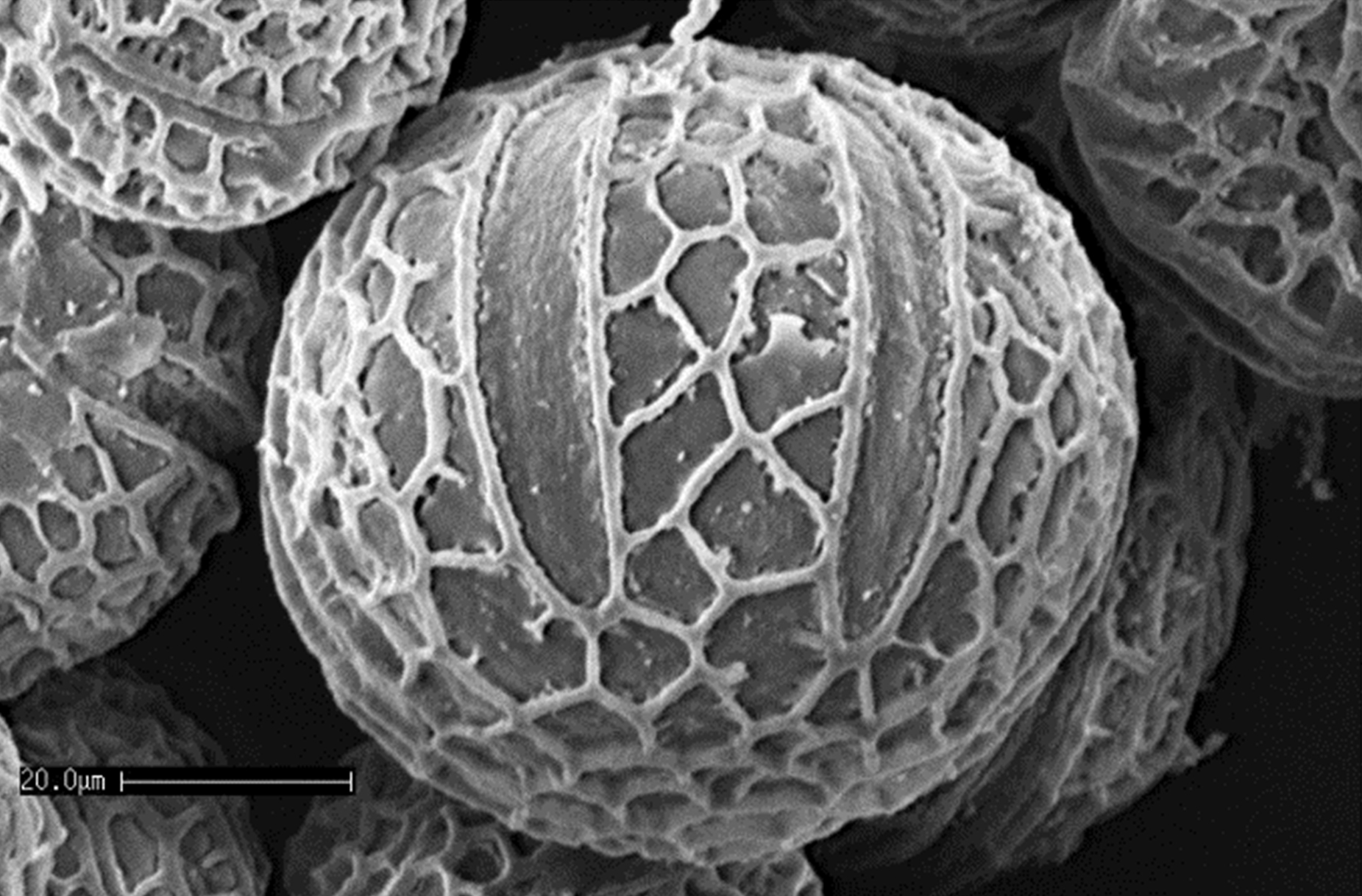
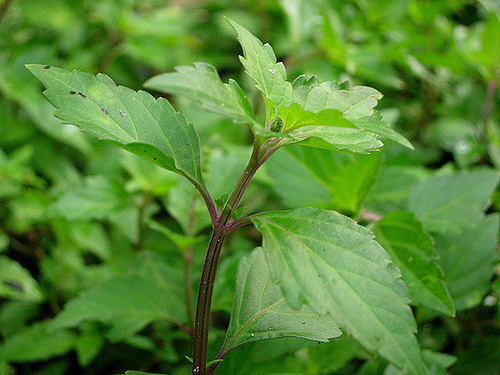
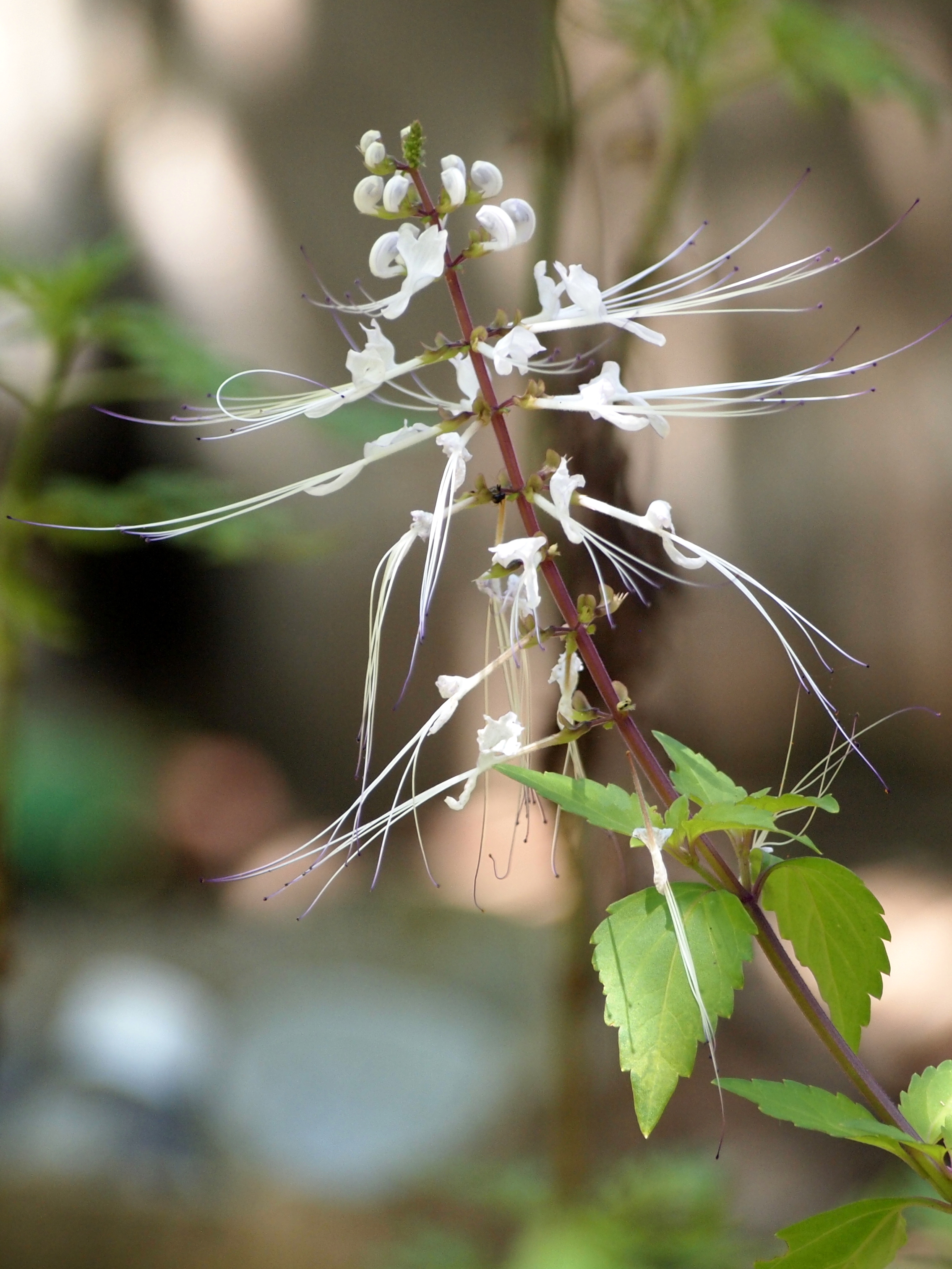
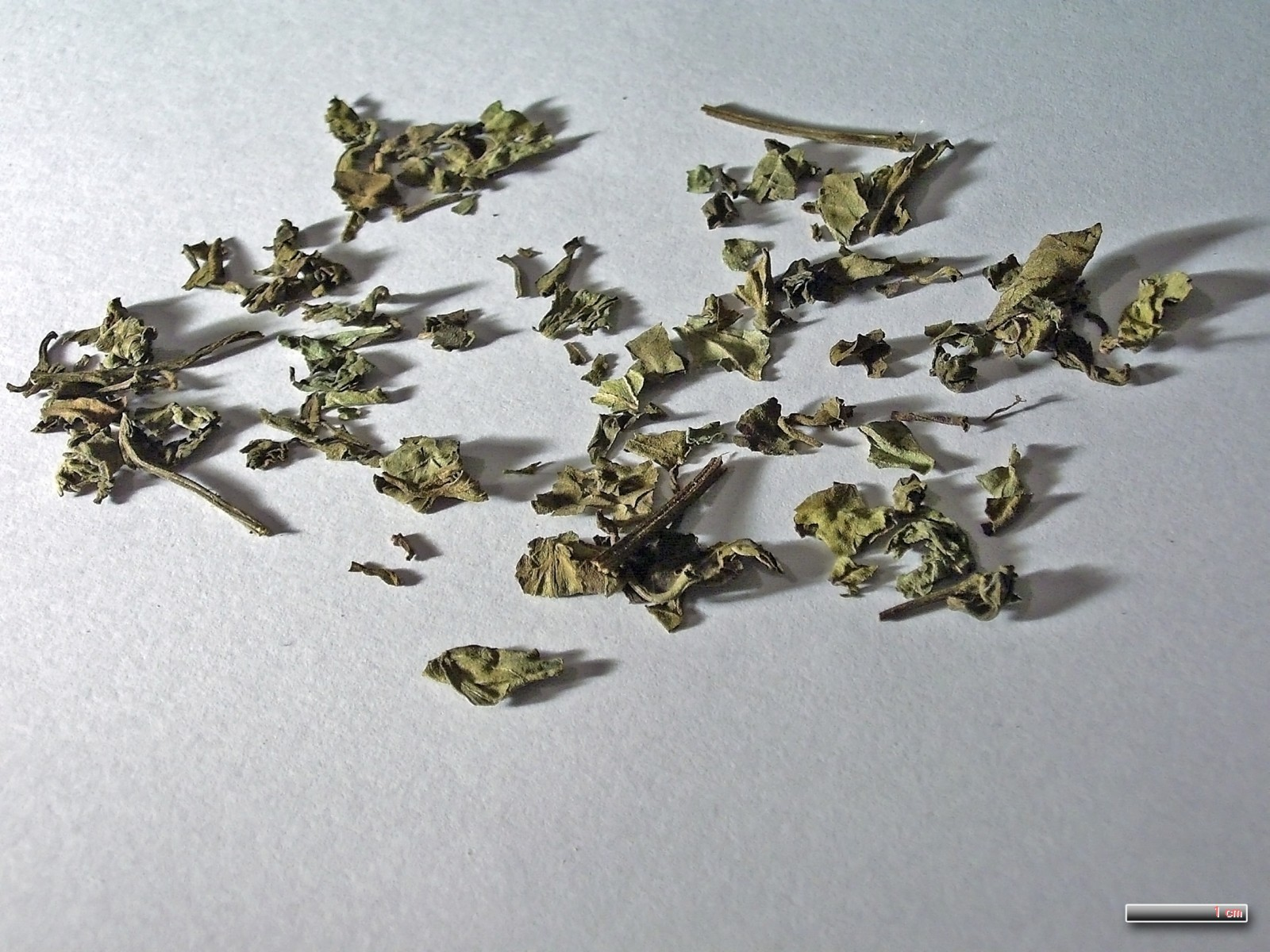

## الأسماء الشائعة
شاي جاوة، شارب الأسد.